# Peter Kauzer
Peter Kauzer, född den 8 september 1983 i Trbovlje, Slovenien, är en slovensk kanotist. Vid de olympiska kanottävlingarna 2016 i Rio de Janeiro tog han en silvermedalj i K-1 slalom.
Han tog VM-guld i K-1 i slalom 2011 i Bratislava.